# Chaotian
Chaotian (léase Cháo-Tián, en chino simplificado, 朝天区; pinyin, Cháotiān qū) es un distrito urbano bajo la administración directa de la ciudad-prefectura de Guangyuan. Se ubica en la provincia de Sichuan, centro-sur de la República Popular China. Su área es de 1618 km² y su población total para 2010 fue cercana a los 200 mil habitantes.

## Administración
El distrito de Chaotian se divide en 25 pueblos que se administran en 6 poblados y 19 villas.